# Коваленко Костянтин Петрович
Костянтин Петрович Коваленко (нар. 5 грудня 1986, Київ, УРСР) — український футболіст, захисник клубу «Оболонь-Бровар».

## Клубна кар'єра

### Початок кар'єри. «Оболонь»
Народився в Києві, вихованець столичної СДЮШОР «Зміна», у складі якої з 2000 по 2003 рік виступав у ДЮФЛУ. Футбольну кар'єру розпочав 2003 року у дублі вищолігової «Оболоні». У дорослому футболі дебютував за «Оболонь-2» (фарм-клуб першої команди «Оболоні») 16 серпня 2003 року в програному (0:3) виїзному поєдинку 3-го туру групи А Другої ліги проти млинівської «Ікви». Костянтин вийшов на поле на 72-й хвилині, замінивши Дмитра Гололобова. Виступав виключно за «Оболонь-2» півтора сезони. За підсумками сезону 2003/04 років «Оболонь» вилетіла до Першої ліги. Дебютував за першу команду пивоварів 18 березня 2006 року в переможному (2:1) виїзному поєдинку 19-го туру Першої ліги проти бориспільського «Боисфена». Коваленко вийшов на поле на 82-й хвилині, замінивши Павла Котовенка. Дебютним голом на професіональному рівні відзначився за «Оболонь-2» 9 червня 2007 року на 6-й хвилині переможного (3:0) домашнього поєдинку 28-го туру групи А Другої ліги проти овідіопольського «Дністра». Костянтин вийшов на поле з капітанською пов'язкою в стартовому складі та відіграв увесь матч. За головну ж команду «оболонців» відзначився 30 серпня 2007 року на 23-й хвилині переможного (4:0) домашнього поєдинку 8-го туру Першої ліги проти київського «Динамо-2». Коваленко вийшов на поле в стартовому складі, а на 77-й хвилині його замінив Ігор Малиш. У складі «Оболоні» в першій лізі України зіграв 67 матчів (4 голи), ще 1 поєдинок провів у кубку України. За «Оболонь-2» у Другій лізі зіграв 54 матчі та відзначився 1 голом. Увійшов до топ-20 талантів Першої ліги під номером 9 за версією інтернет видань UA-Футбол та Football.ua.

### «Арсенал» (Біла Церква)
Влітку 2009 року перейшов у безоплатну оренду до білоцерківського «Арсеналу», оскільки головний тренер «Оболоні» Юрій Максимов більше не розраховував на футболіста й запропонував йому шукти нову команду. Дебютував у футболці білоцерківського клубу 19 липня 2009 року в переможному (1:0) домашньому поєдинку 1-го туру Першої ліги проти алчевської «Сталі». Костянтин вийшов на поле в стартовому складі, а на 90-й хвилині його замінив Сергій Івлєв. Дебютним голом у футболці «канонірів» відзначився 28 вересня 2009 року на 87-й хвилині переможного (3:0) домашнього поєдинку 12-го туру Першої ліги проти ПФК «Олександрія». Коваленко вийшов на поле в стартовому складі та відіграв увесь матч. У команді відіграв три з половиною сезони, за цей час у Першій лізі зіграв 96 матчів (1 гол), ще 6 матчів провів у кубку України.

### «Сталь» (Дніпродзержинськ)
Під час зимової перерви сезону 2012/13 років приєднався до «Сталі». У футболці дніпродзержинського клубу дебютував 14 квітня 2013 року в переможному (4:2) виїзному поєдинку 1-го туру групи А Другої ліги проти Макіїввугілля. Костянтин вийшов на поле в стартовому складі та відіграв увесь матч. Дебютним голом у футболці «сталеварів» відзначився 20 квітня 2013 року на 28-й хвилині переможного (2:1) домашнього поєдинку 2-го туру групи 4 Другої ліги проти «Севастополя-2». Коваленко вийшов на поле в стартовому складі та відіграв увесь матч. У складі «Сталі» відіграв півтора сезони, за цей час у Другій лізі зіграв 40 матчів та відзначився 11-а голами. Неодноразово потрапляв до символічних збірних туру в Другій лізі за версією інтернет-порталу Football.ua, а також до символічної збірної літньо-осінньої частини сезону 2013/14 років.

### «Оболонь-Бровар»
6 жовтня 2014 року підписав контракт з клубом «Оболонь-Бровар». Дебютував за столичну команду 17 жовтня 2014 року в переможному (2:1) виїзному поєдинку 13-го туру Другої ліги проти «Макіїввугілля». Костянтин вийшов на поле на 75-й хвилині, замінивши Василя Продана. Дебютним голом за «пивоварів» відзначився 1 травня 2015 року на 45+1-й хвилині переможного (2:1) домашнього поєдинку 21-го туру Другої ліги проти [[Нікополь (футбольний клуб, 2009)|«НПГУ-Макіїввугілля»]]. Коваленко вийшов на поле в стартовому складі, а на 50-й хвилині його замінив Павло Гордійчук. На початку червня 2018 року продовжив з клубом контракт ще на один рік. Неодноразово потрапляв до символічних збірних туру в Другій лізі за версією інтернет-порталу Football.ua, а також до збірної літньо-осінньої частини сезону 2013/14 років

## Кар'єра в збірній
З 2003 по 2005 рік у футболці юнацької збірної України (U-19) зіграв 12 матчів.

## Стиль гри
Здатний зіграти не лише в захисті, але й у півзахисті. «Надзвичайно хороший у верховій боротьбі, непогано працює корпусом. А ось в організації атак слабенький, тому більше користі приносить, граючи в захисті».

## Досягнення
«Оболонь»
- Перша ліга чемпіонату України
  -  Срібний призер (1): 2008/09
  -  Бронзовий призер (3): 2005/06, 2006/07, 2007/08

«Сталь» (Дніпродзержинськ)
- Друга ліга чемпіонату України
  -  Срібний призер (1): 2013/14

«Оболонь-Бровар»
- Перша ліга чемпіонату України
  -  Бронзовий призер (1): 2015/16

- Друга ліга чемпіонату України
  -  Срібний призер (1): 2014/15